# Verrucaria umbrinula
Verrucaria umbrinula är en lavart som beskrevs av William Nylander. 
Verrucaria umbrinula ingår i släktet Verrucaria och familjen Verrucariaceae. Arten är reproducerande i Sverige.